# Jochen Hemmleb
Jochen Hemmleb (ur. 13 sierpnia 1971 w Bad Homburg) – niemiecki geolog, wspinacz i autor książek.

## Życiorys
Jochen Hemmleb zaczął się wspinać  w wieku 10 lat. Od 1998 roku zajmował się opracowywaniem historii zdobywania Mount Everest, szczególnie interesowały go wydarzenia podczas brytyjskiej ekspedycji z 1924 roku.
W roku 1999 był jednym z inicjatorów i organizatorów Ekspedycji Mallory’ego & Irvine’a na północnej stronie Mount Everest. Podczas tej ekspedycji zostały znalezione zwłoki pioniera himalaizmu Georga Mallory’ego.
W latach 2001 i 2010 współorganizował kolejne ekspedycje, tym razem śladami wydarzeń z 1924 roku (poszukiwania Andrew Irvine’a).
W latach 2004 i 2006 Hemmleb zaangażował się w ekspedycje na Broad Peak i Nanga Parbat, przy których także zajmował się ważnymi wydarzeniami i postaciami z historii alpinizmu, następnie publikując swoje opracowania w książkach. 

## Ekspedycje
- 1999: Ekspedycja badawcza Mallory’ego & Irvine’a, północna strona Mount Everest
- 2001: Druga Ekspedycja badawcza Mallory’ego & Irvine’a, północna strona Mount Everest
- 2004: ekspedycja na Nanga Parbat z niemieckim filmowcem górskim Gerhardem Baurem
- 2006: austriacko-niemiecka ekspedycja na Broad Peak i Chogolisę
- 2010: austriacko-niemiecka Ekspedycja w poszukiwaniu Irvin’a, Mount Everest Nordseite

## Wybrane publikacje
- Dramat braci Messnerów (niem. Nanga Parbat – Das Drama 1970 und die Kontroverse), Wydawnictwo Sklep Podróżnika, 2013, ISBN 978-83-7136-092-3